# Ivan Milev
Ivan Milev (Kazanlak, 1897. február 18. – 1927. január 25.) bolgár festő, az avantgárd irányzat fontos képviselője.

## Életpályája
Ivan Milev 1897-ben született a Bulgária középső részén fekvő Kazanlak városában. Első tájképét 1916-ban festette, első verseit is ebben az évben írta meg. Ugyanezen év végén Milevet az első világháború kitörése miatt behívták katonának, 1917-ben már az északi fronton harcolt. A háború alatt került sor Milev első kiállítására Kazanlakban. 1918-ban, a háború végeztével elment a bolgár hadseregből, és a Balgaran című lapba kezdett karikatúrákat rajzolni.
|Életében nagy fordulat volt az 1920-as év: hála az újság szerkesztője közreműködésének, Milev műveit sok – addigra már elismert – bulgáriai művész ismerte meg, és ennek következményeként ebben az évben több kiállítása volt szerte az országban, mint eddig bármikor. Kiállításai voltak Haszkovóban, Gabrovóban és Szófiában is. 1924-ben már a szófiai Nemzeti Színház díszlettervezőjeként működött.

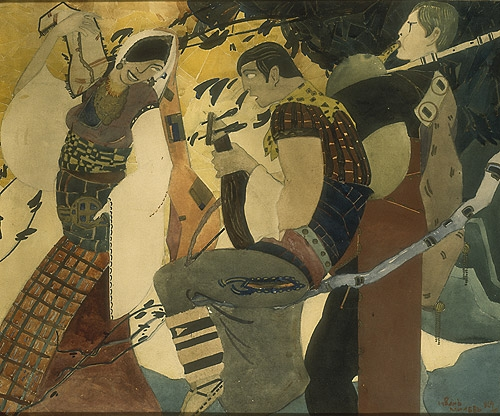
Zenészek

1925-ben házasodott meg, az operaénekes Katja Nauvomát vette el. 
Rá két évvel Szófiában hunyt el, influenzában.

## Emlékezete
Portréja az egyik bolgár papírpénzen, az 5 leváson is megjelenik.